# Prez, Ardennes

Prez este o comună în departamentul Ardennes din nordul Franței. În 1 ianuarie 2022 avea o populație de 132 de locuitori.